# Ambros Wernisch
Ambros Wernisch (15. června 1862 – 9. června 1923 Raggnitzhof) byl rakouský politik německé národnosti z Korutan, na přelomu 19. a 20. století poslanec Říšské rady, v meziválečném období zemský hejtman Korutan.

## Biografie
Působil jako hospodářský rada a majitel statku v Raggnitzhof. Byl spoluzakladatelem spolku chovatelů koní v Kleblachu a spoluzakladatelem včelařského spolku v Lind im Drautal. V Lind im Drautal působil dlouhodobě i coby předseda místní školní rady. Zasedal jako poslanec Korutanského zemského sněmu.
Byl i poslancem Říšské rady (celostátního parlamentu Předlitavska), kam usedl ve volbách roku 1897 za kurii venkovských obcí v Korutanech, obvod Spittal, Hermagor atd. Mandát zde obhájil ve volbách roku 1901. Ve volebním období 1897–1901 se uvádí jako Ambros Wernisch, statkář, bytem Raggnitzhof, pošta Kleblach.
Ve volbách roku 1897 kandidoval za Německou lidovou stranu. Stejně tak ve volbách roku 1901.
Zemřel v červnu 1923.